# Киблер (Арканзас)
Киблер (енгл. Kibler) град је у америчкој савезној држави Арканзас.

## Демографија
По попису из 2010. године број становника је 961, што је 8 (-0,8%) становника мање него 2000. године.
| Група             | 2000.       | 2010.       |
| Белци             | 917 (94,6%) | 879 (91,5%) |
| Афроамериканци    | 1 (0,1%)    | 3 (0,3%)    |
| Азијати           | 18 (1,9%)   | 27 (2,8%)   |
| Хиспаноамериканци | 14 (1,4%)   | 25 (2,6%)   |
| Укупно            | 969         | 961         |